# Casa Gótica de Moncada

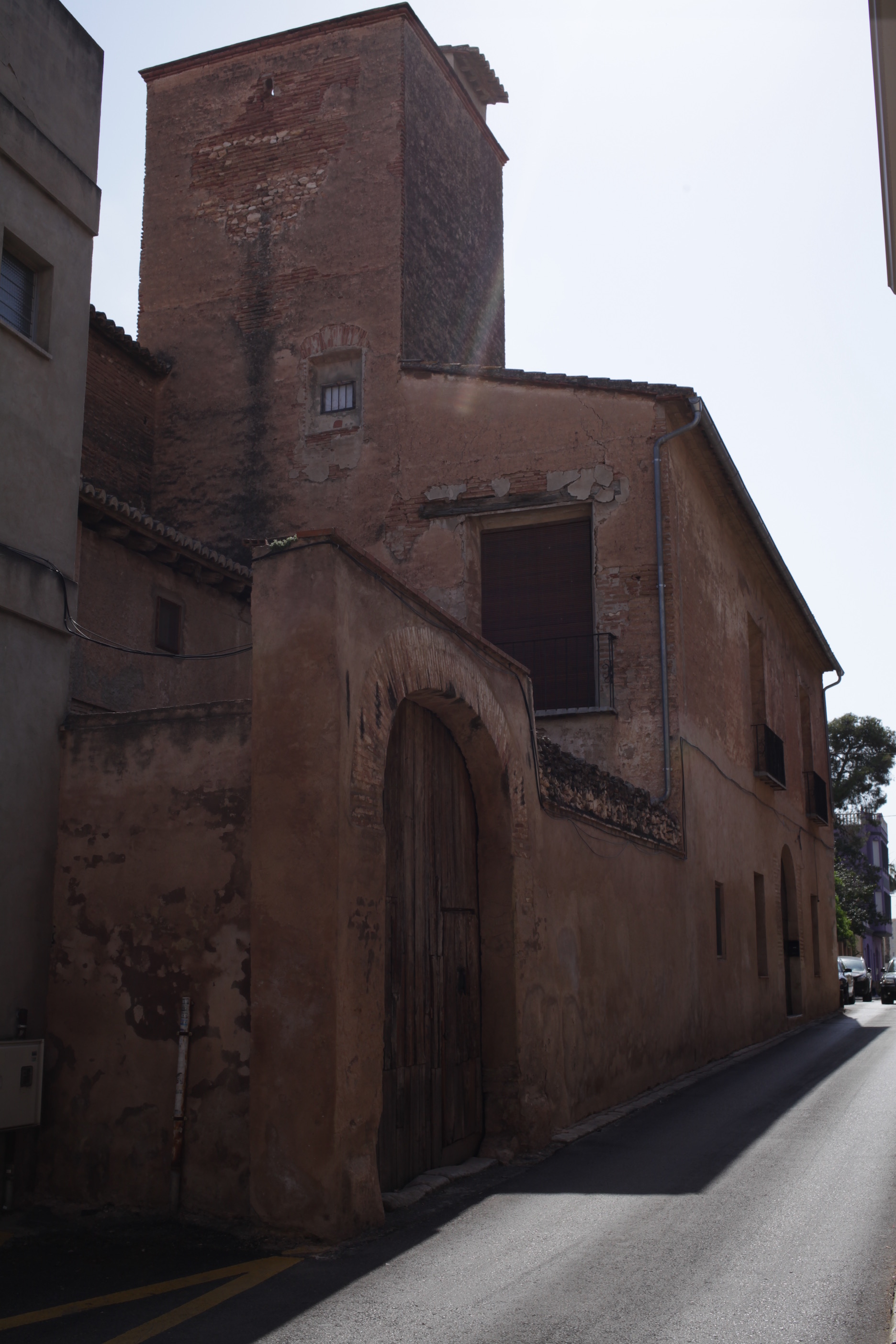
La entrada principal de la casa

La Casa Gótica es un edificio patrimonial ubicado en Moncada, Comunidad Valenciana, España. Se localiza en la calle Isabel la Católica, 1 frente del Convento de las Hermanas Franciscanas de la Inmaculada en el casco antiguo de Moncada. Es una casa de dos alturas y una torre cuadrada con un patio amurallado. En la fachada principal del conjunto se observan los elementos arquitectónicos de tradición gótica y barroca. Históricamente la planta baja estaba ocupada por los inquilinos, mientras que los señores habitaban la planta de arriba. El paisaje interior conserva los elementos de la jardinería hispanoárabe.

## Interior
La entrada de la casa es de un carácter público y ahí se sitúan el comedor, la zona del descanso, las habitaciones y la entrada a la cocina. Los muebles, principalmente realizados en madera, formaron parte de la colección de antiguos propietarios de la casa y provienen de distintas épocas. Asimismo, en la zona de la cocina se encuentran un hogar de grandes dimensiones – 2m de anchura por 4m de longitud y piso de piedra para el acceso del carro. En la planta alta de la casa ubican 3 habitaciones con los balcones de la tradición barroca. 
Los propietarios anteriores, la familia Frígola, hicieron un expolio de los pavimentos originales y de los que han quedado unas muestras sueltas y destruidas. En la parte arriba de la casa se encuentra una torre que tiene la escalera de planta cuadrada con la forma de caracol en el último tramo. En sus orígenes tenía mayor importancia por su función de la vista panorámica, ya que no se aprecia ningún uso agrícola.

## Jardín hispano-árabe

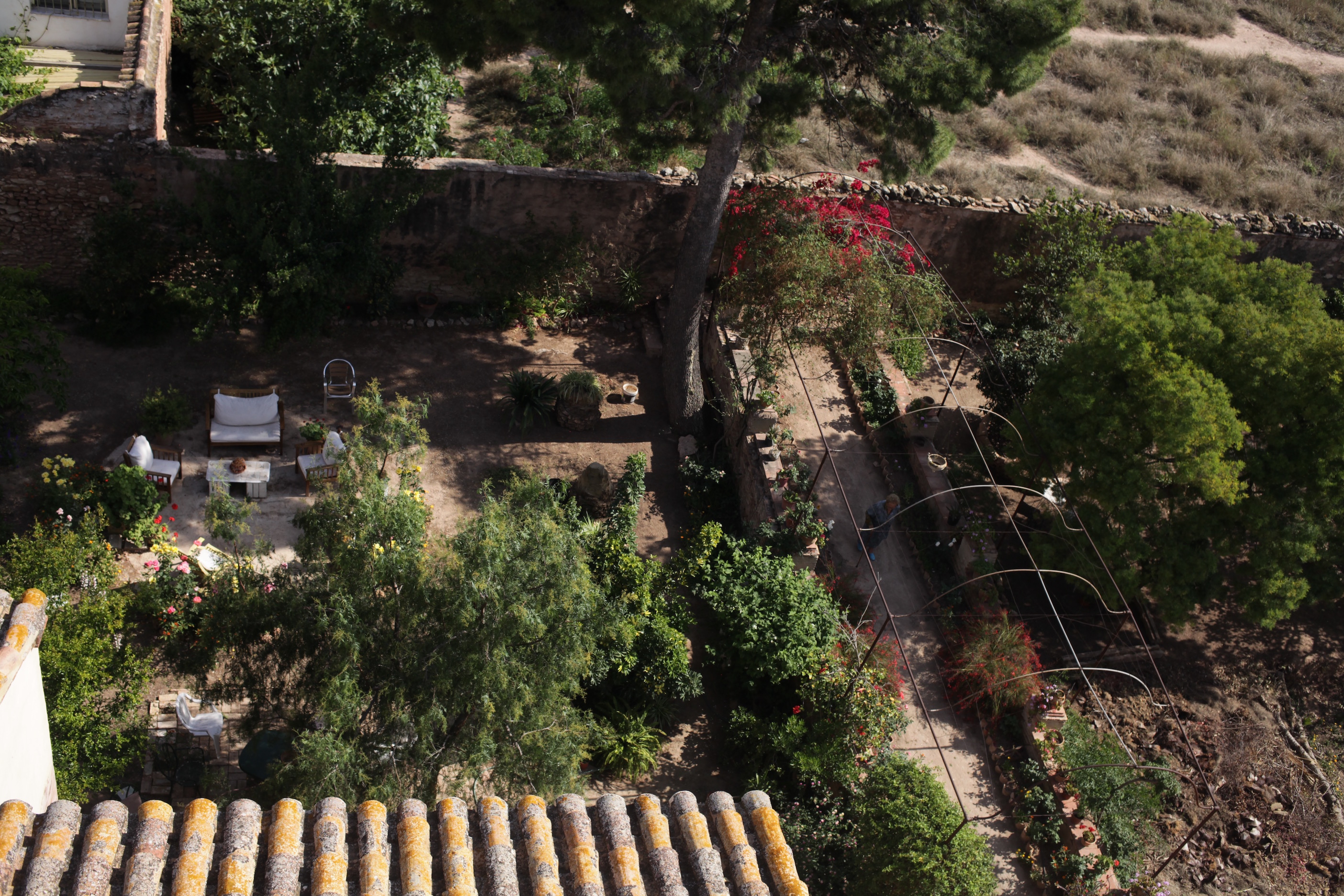
La vista al jardín desde la torre-mirador

El jardín muestra la estructura típica del jardín oriental – se encuentran un eje transversal que conecta la vivienda con la zona de la huerta, las murallas altas alrededor con el objetivo de crear un espacio íntimo y cerrado, el predominio de los recintos con forma geométrica. La diferencia de cotas entre unos lugares y otros, el terreno de plantación rehundido, los restos del recorrido del sistema de riego y los canales que comunican los huertos, la fábrica de ladrillo del muro y los andadores, puede reconocerse claramente la influencia de los jardines de al-Ándalus. Asimismo, el paseo y las escaleras de la huerta corresponden con la fábrica de ladrillo del siglo XV, aproximadamente, con una construcción añadida más tarde en el siglo XVIII.